# Oneida (Kentucky)
Oneida es un lugar designado por el censo ubicado en el condado de Clay en el estado estadounidense de Kentucky. En el Censo de 2010 tenía una población de 410 habitantes y una densidad poblacional de 75,53 personas por km².

## Geografía
Oneida se encuentra ubicado en las coordenadas 37°16′22″N 83°38′50″O / 37.27278, -83.64722. Según la Oficina del Censo de los Estados Unidos, Oneida tiene una superficie total de 5.43 km², de la cual 5.29 km² corresponden a tierra firme y (2.53%) 0.14 km² es agua.

## Demografía
Según el censo de 2010, había 410 personas residiendo en Oneida. La densidad de población era de 75,53 hab./km². De los 410 habitantes, Oneida estaba compuesto por el 84.39% blancos, el 12.68% eran afroamericanos, el 0.49% eran amerindios, el 0.73% eran asiáticos, el 0.24% eran isleños del Pacífico, el 0.49% eran de otras razas y el 0.98% pertenecían a dos o más razas. Del total de la población el 2.2% eran hispanos o latinos de cualquier raza.